# Шор, Яков Борисович
Яков Борисович Шор (1909 — 1974) — советский математик, доктор физико-математических наук (с 1963 года), профессор (с 1964 года). Лауреат Сталинской премии. Инженер-полковник.

## Биография
Родился 2 (15 октября) 1909 года в Бердичеве (ныне Житомирская область, Украина).
Окончил Математический факультет Одесского института народного образования. Работал младшим, затем старшим научным сотрудником МИАН имени В. А. Стеклова.
В период с 1939 по 1941 год — докторант Института механики АН СССР и, по совместительству, — доцент МИИС и МВТУ имени Н. Э. Баумана.

## В армии
После начала Великой Отечественной войны, в декабре 1941 года Шор призван в РККА.
С 1941 года — помощник, а с июля 1942 года — старший помощник начальника научно-технического отдела Главного управления вооружения гвардейских миномётных частей Красной армии.
В октябре 1944 года назначен на должность заместителя Начальника отдела Гвардейских миномётных частей Артиллерийского комитета Главного
артиллерийского управления Народного комиссариата обороны СССР.
С 1944-го по 1946 год Яков-Иосиф Борисович Шор по совместительству работал доцентом, затем — заместителем заведующего спецкафедрой Московского механического института.
В 1944—1946 годах он неоднократно бывал в спецкомандировках (в Германии, Австрии, Чехословакии и Польше), изучая немецкий опыт ракетостроения.
С 24 мая 1946 года по 14 апреля 1949 года он являлся заместителем Начальника НИИ-4 Академии артиллерийских наук Министерства вооружения СССР по научной части.
В мае 1949 года назначен начальником лаборатории внешней и внутренней баллистики Научно-исследовательского института № 3 Академии Артиллерийских наук. Инженер-полковник (1950).

## Дальнейшая работа
После увольнения из армии, с января 1968 года работал руководителем сектора во ВНИИ стандартизации, затем — заведующим лабораторией.
Стоял у истоков одного из направлений работы института — баллистических исследований и составлений таблиц стрельбы.
Разработал отчет по баллистическому проектированию пороховых реактивных снарядов.
Автор более 150-ти научных работ, 8 книг.

## Награды и премии
- Сталинская премия первой степени (1943) — за разработку новых типов вооружения
- орден Ленина (29.3.1944)[4],
- орден Отечественной войны II степени (17.11.1945),
- орден Красной Звезды (4.11.1942)[5]
- медали[6].